# 山崎重
山崎 重（やまざき あつし、11月24日 - ）は、日本の男性声優。岡山県出身。アミュレート所属。以前はディーカラーに所属していた。

## 人物
アミューズメントメディア総合学院出身。
趣味、特技はゲーム、カラオケ、モノマネ。。
2024年8月1日、ディーカラーとアミュレートとの事業統合によりアミュレートへ移籍。

## 出演

### テレビアニメ
- 金田一少年の事件簿R（2014年、警官）
- デジモンユニバース アプリモンスターズ（2016年、エリのファン）
- ぷにるんず（2022年、べびぷに）

### 劇場アニメ
- ベルセルク 黄金時代篇II ドルドレイ攻略（2012年）
- ベルセルク 黄金時代篇III 降臨（2013年）

### ゲーム
- マグナとふしぎの少女（2018年）

### 吹き替え

#### 映画
- チェイサー
- ユニコーン・ストア

#### ドラマ
- アフター・ライフ（少年）
- Aリスト
- ピオリアのプリンス（男子生徒）

#### テレビ番組
- ザ・シェフ・ショー -だから料理は楽しい!-

### ラジオドラマ
- チョコレートヴァンパイア
- 山口勝平の殿様ラジオでGO!「さいごっぺ」（家来、ヘルル）

### イベント
- しまじろう夏コンサート（アイアイ）

### CM
- 花王 NIVEA MEN クリーム
- 花王 ハイター3兄弟（パイプハイター）